# Засліпник (зброя)

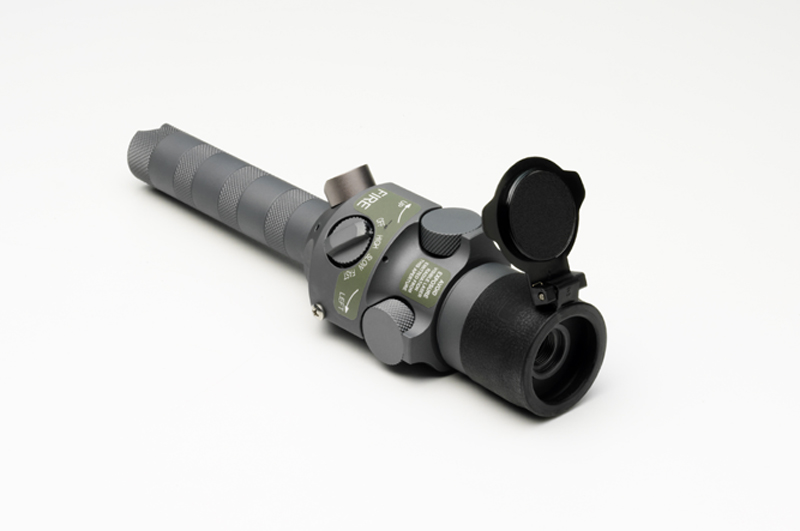
GLARE MOUT засліпник виробництва BE Meyers & Co.

Засліпник — це несмертельна зброя, яка використовує інтенсивне спрямоване випромінювання, щоб тимчасово дезорієнтувати свою ціль за допомогою спалахової сліпоти . Вона може дієво стримувати подальше просування, незалежно від мовних чи культурних бар’єрів, але також можуть використовуватися для вітання та попередження. Цілями можуть бути електронні чутники, а також людський зір.
Спочатку розроблені для військового використання, варіанти невійськового призначення стають доступними для використання в правоохоронних органах і органах безпеки.

## Дизайн
Засліпники випромінюють інфрачервоне світло проти різних електронних чутників і видне світло проти людей. Вони призначені для того, щоб не завдавати довготривалої шкоди очам. Більшість сучасних систем може носити з собою людина, і вони працюють або в червоній (лазерний діод), або в зеленій (твердотільний лазер з діодним накачуванням) областях електромагнітного спектра. Зелений лазер вибрано за його унікальну здатність реагувати з людським оком. Засліпники забезпечують безпеку очей, виробляючи розбіжне світло, яке є менш когерентним (сфокусованим), ніж звичайні лазери. Це створює більшу, менш концентровану пляму на великих відстанях, яку легше прицілювати на більшій відстані та зберігає бажану дію на цілі.

## Історія
Деякі прожектори досить яскраві, щоб викликати постійну або тимчасову сліпоту, і їх використовували для засліплення екіпажів бомбардувальників під час Другої світової війни. Whirling Spray — це система пошукових вогнів, оснащених обертовими дзеркалами, які використовувалися, щоб засліпити та збити з пантелику пілотів, які атакували Суецький канал. Цю систему розвинули в Canal Defense Light, невелику мобільну систему, встановлювану на танку, призначену для використання під час переправи через Рейн. Однак система в основному використовувалася як звичайні прожектори.
Ліхтарі, встановлені на пістолет або гвинтівку, також можуть використовуватися, щоб тимчасово засліпити супротивника, і іноді позиціонуються для цієї мети. В обох випадках мета це освітлення цілі, а їх використання для дезорієнтації другорядне.

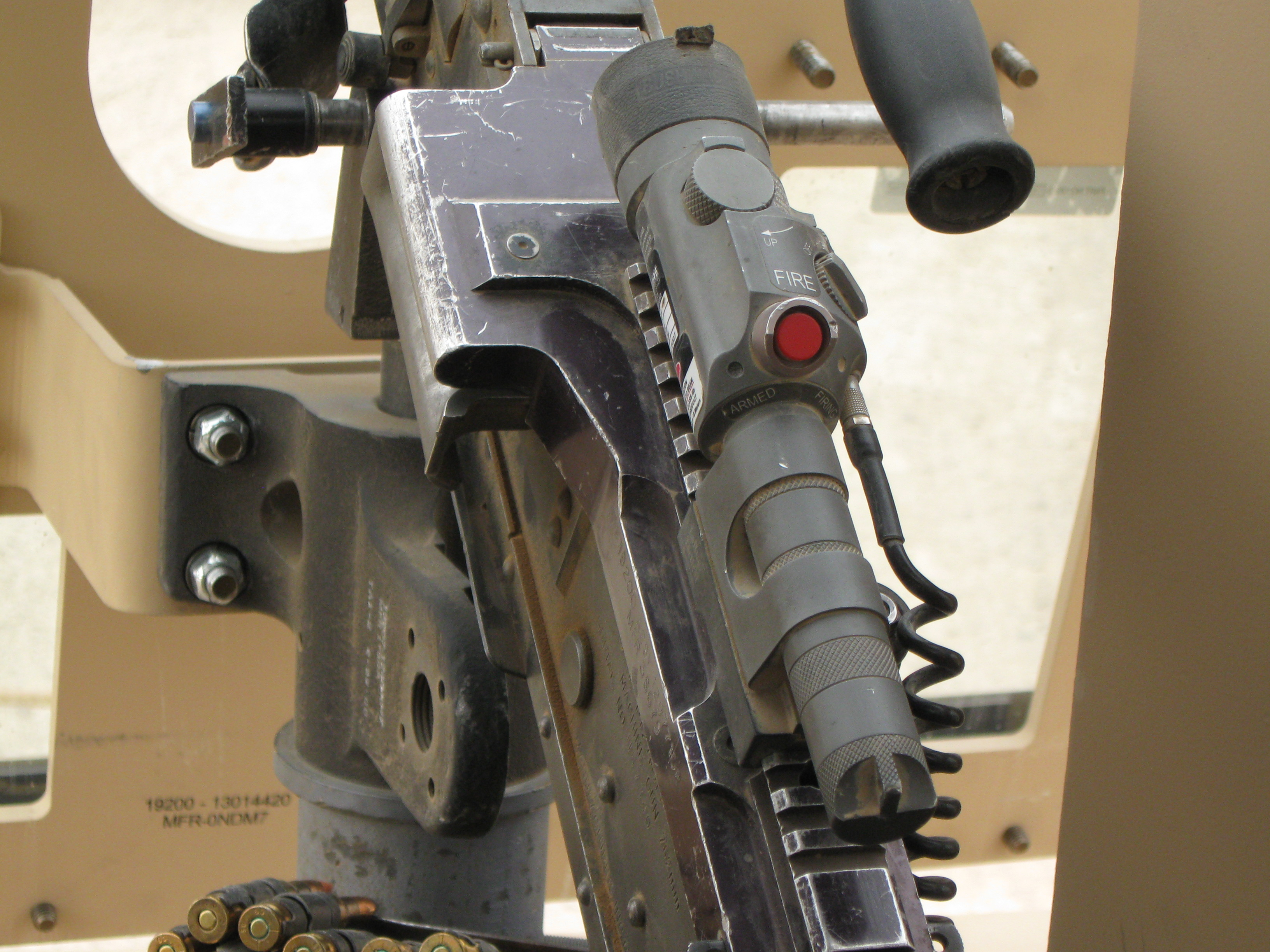
Зелений лазерний засліпник GLARE MOUT, встановлений на M240B під час війни в Іраку.

Перше використання лазерних засліпників у бойових діях, ймовірно, відбулося під час Фолклендської війни 1982 року, коли вони, як вважають, були встановлені на різних військових кораблях Королівського флоту, щоб перешкоджати аргентинським повітряним атакам на малих висотах. Однак Майкл Гезелтайн, міністр оборони Великої Британії відразу після конфлікту, заявив, що, хоча засліпники були розгорнуті, вони не використовувалися.
Наприкінці операції «Буря в пустелі» екіпажі F-15E спостерігали масові вбивства іракськими військовими курдських цивільних у Чамчамалі. Пілотам заборонили стріляти в іракських солдатів, натомість вони використовували свої лазери як засліпники проти пілотів ворожих вертольотів. Зрештою, це виявилося недієвим для збиття будь-яких ударних вертольотів.
18 травня 2006 року військові США оголосили, що використовують лазерні засліпники, встановлені на гвинтівках M4 у військах в Іраку, як несмертельний спосіб зупинити водіїв, які не зупиняються на контрольно-пропускних пунктах, які обслуговують американські солдати. Інші військовики також почали використовувати їх.

## Заходи протидії
Одним із засобів захисту від лазерного засліплення є вузькосмугові оптичні фільтри, налаштовані на частоту лазера. Щоб протистояти такому захисту, засліпники можуть використовувати випромінювачі, що використовують більш як одну довжину хвилі, або регульовані лазери з ширшим діапазоном випромінювання. Інший захист це фотохромні матеріали, здатні стати непрозорими за високої щільності світлової енергії. Досліджуються методи нелінійної оптики: наприклад, телурид цинку, легований ванадієм (V:ZnTe), можна використовувати для формування електрооптичних обмежувачів потужності, здатних вибірково блокувати інтенсивний сліпучий промінь, не впливаючи на слабше світло від спостережуваної сцени.